# バルタサル・グラシアン

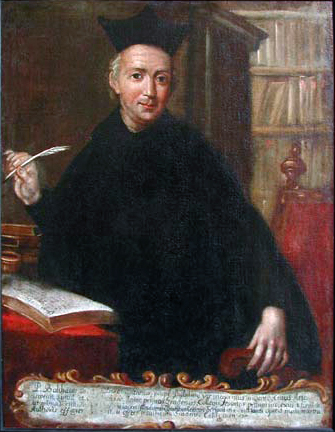
バルタサール・グラシアン

バルタサール・グラシアン・イ・モラレス（Baltasar Gracián y Morales, 1601年1月8日、スペイン・サラゴサ県のカラタユー地区（Comunidad de Calatayud）ベルモンテ・デ・グラシアン（Belmonte de Gracián）生 - 1658年12月6日、サラゴサ県タラソーナ没）は、スペイン黄金世紀の哲学者、神学者、イエズス会司祭者。
教育的・哲学的な散文を数多く残した。代表作『エル・クリティコン』（El Criticón）は、『ドン・キホーテ』や『ラ・セレスティーナ』と並んで、黄金世紀スペイン文学における最も重要な作品の一つである。
イエズス会の神学校で教鞭を取る傍ら著述活動を始める。著作は後世の哲学者や思想家に多大な影響を及ぼした。特に『処世神託』（『神託提要・処世の術』とも、Oráculo manual y arte de prudencia）は数百年を経て多くの言語に訳されている。
スペインと、フランスとカタルーニャの連合軍との間で戦われたカタルーニャ反乱では、スペイン軍に従軍してカタルーニャで戦い、兵士達から「勝利の司祭」と呼ばれ慕われた。

## 著書
- 『人生の旅人たち：エル・クリティコン』東谷穎人訳、白水社、2016年。寓話小説
- 『処世の智恵：賢く生きるための300の箴言』東谷穎人訳、白水社、2011年
- 『神託必携・処世智の技（抄）』桑名一博訳、筑摩書房「澁澤龍彦文学館2」、1991年

※下記の「処世の智恵」邦訳は、スペイン語原典ではなく英訳から編訳され、ほぼビジネス書でのアンソロジーに類する
- 『バルタザール・グラシアンの賢人の知恵』齋藤慎子訳、ディスカヴァー・トゥエンティワン、2006年、新版文庫、2018年
- 『賢者の処世術』齋藤慎子訳、幻冬舎、2013年
- 『賢く生きる知恵』野田恭子訳、イースト・プレス、2007年、新版2014年
- 『至高の哲人 バルタザール・グラシアン 300の金言』金森誠也訳、PHP研究所、2009年
- 『バルタサル・グラシアンの成功の哲学　人生を磨く永遠の知恵』クリストファー・モーラー編／鈴木主税訳、ダイヤモンド社、1994年
- 『バルタザール・グラシアンの“すごい”頭のいい生き方』佐藤喬訳、三笠書房 知的生きかた文庫、2008年
　『バルタザールの悪の自分学』三笠書房、1992年を改題・文庫化